# Мирочевич, Анте
Анте Мирочевич (сербохорв. Ante Miročević; род. 6 августа 1952, Подгорица, Югославия) — югославский футболист, полузащитник.

## Карьера

### Клубная карьера
Во взрослом футболе дебютировал в 1975 году в составе клуба «Будучност», за который играл на протяжении пяти сезонов, приняв участие в более чем 140 матчах.
В 1980 году Мирочевич стал первым иностранным игроком, подписавшим контракт с «Шеффилд Уэнсдей», но его пребывание в клубе не увенчалось успехом. Он забил свой единственный гол за клуб в матче против «Брайтон энд Хоув Альбион» в полуфинале Кубка Англии 1982/83.
Завершил карьеру футболиста в 1984 году в составе клуба «Будучност», в который вернулся в 1983 году.

### Карьера в сборной
В 1978 году дебютировал в официальных матчах в составе национальной сборной Югославии в матче против сборной Греции. Всего взаимно сборную провёл 6 матчей, забив 2 гола.
В составе сборной участвовал в Олимпийских играх 1980 года. Последним матчем Мирочевича за сборную стал товарищеский матч против Польши, состоявшийся в апреле 1980 года.